# Juan Mollá
Juan Mollá López (n. Paterna, de Valencia, 1928) es un escritor y poeta español. Sus obras están incluidas en diversas antologías españolas y extranjeras; entre ellas en las últimas ediciones de Las mil mejores poesías de la lengua castellana.

## Biografía
Además de escritor y poeta, ha presidido durante varios años la Asociación Colegial de Escritores de España. También fue presidente del Centro Español de Derechos Reprográficos durante ocho años y en la actualidad es vicepresidente 1.o. Ha sido traducido al francés, italiano, portugués, catalán y valón. Ha obtenido diversos premios literarios, entre ellos el Premio de la Crítica del País Valenciano y el Premio de Novela Plaza & Janés. 
Pionero en la defensa de los derechos de autor en España, participó en la elaboración del borrador de anteproyecto de la que sería Ley de Propiedad Intelectual de 1987, y fue miembro fundador -en ese mismo año- de la Asociación Literaria y Artística para la Defensa del Derecho de Autor (ALADDA), grupo español de la Asociación Literaria y Artística Internacional (ALAI).

## Obras

### Poesía
| - Pie del silencio. Canto al Cares (Gijón, 1957) - País de la lluvia (Ávila, 1967) - Milenios (Madrid, 1980) - Memoria de papeles amarillos (Salamanca, 1982) - Sombra, medida de la luz (Madrid,1985) - Antología poética (Madrid, 1986) | - Animales impuros (Madrid, 1992) - Jardín sin límites (Madrid, 1997) - Poemas mediterráneos (Valencia, 2001) - La selva y otros sueños (Valencia, 2002) - Contra el tiempo. Antología poética (Madrid, 2011) |

### Narrativa
| - Sueño de sombra (en colaboración con Víctor Alperi; Madrid, 1959) - Agua india (en colaboración con Víctor Alperi; Madrid, 1960) - Cristo habló en la montaña (en colaboración con Víctor Alperi; Barcelona, 1962) - Segunda Compañía (Barcelona, 1963) | - El solar (Madrid, 1966) - Fuera de Juego (Madrid, 1967) - Cuarenta vueltas al sol (Madrid, 1973) - La caracola herida (Gijón, 1982) |

### Ensayo
- Carlos Bousoño en la poesía de nuestro tiempo (en colaboración con Víctor Alperi; Oviedo, 1987).
- Teatro español e iberoamericano en Madrid